# Ефимов, Матвей Андреевич
Матвей Андреевич Ефимов (1909—1943) — советский лётчик-ас истребительной авиации ВВС ВМФ СССР, участник Великой Отечественной войны, Герой Советского Союза (14.06.1942). Гвардии капитан (8.04.1942).

## Биография
Матвей Ефимов родился 23 июля (5 августа) 1909 года в деревне Бережок (ныне — Кардымовский район Смоленской области). Окончил школу-семилетку, после чего работал в колхозе. Был председателем сельского совета, секретарём комсомольской организации. С 1927 года жил и работал в Москве.
В октябре 1931 года призван на срочную службу в Рабоче-крестьянскую Красную Армию, которую проходил в 6-м учебном танковом полку 6-й Чонгарской кавалерийской дивизии Белорусского военного округа. С 1932 года — член ВКП(б). В январе 1933 года уволен в запас.
Поступил на учёбу и в 1934 году окончил Всесоюзный коммунистический университет имени Свердлова.
В августе 1934 года вторично поступил на военную службу и зачислен курсантом в авиашколу. В 1937 году с отличием окончил Военно-морское авиационное училище имени Сталина в городе Ейске. Как один из лучших выпускников, оставлен в этом училище лётчиком-инструктором, а с декабря 1939 года был военным комиссаром эскадрильи этого училища. В декабре 1940 года направлен в строевые части и стал командиром звена 5-го истребительного авиационного полка 61-й истребительной авиационной бригады ВВС Балтийского флота.
С первого дня Великой Отечественной войны — на её фронтах, воевал командиром звена в том же авиаполку.
Участвовал в оборонительных сражениях в Прибалтике, в обороне Ленинграда и в защите с воздуха «Дороги жизни» через Ладожское озеро. Боевой счет открыл 12 июля 1941 года, в воздушном бою над Псковом на истребителе МиГ-3 сбив немецкий Ме-109. В августе-сентябре 1941 года был откомандирован в состав специальной авиагруппы на островах Моонзундского архипелага, где обеспечивал истребительное прикрытие бомбардировщиков, выполнявших первые советские бомбардировки Берлина. Летал на МиГ-3, Як-1, ЛаГГ-3 и Харрикейне.
Внёс свой большой вклад в успешную боевую работу полка, который по праву считался одним из лучших в составе ВВС флота и 18 января 1942 года приказом Наркома ВМФ № 10 «за проявленную отвагу в воздушных боях с немецко-фашистскими захватчиками, за стойкость, мужество, дисциплину и организованность, за героизм личного состава» преобразован в 3-й гвардейский истребительный авиационный полк ВВС КБФ 61-й истребительной авиабригады ВВС Балтийского флота.
К апрелю 1942 года командир звена гвардии старший лейтенант Матвей Ефимов совершил 280 боевых вылетов, в 89 воздушных боях сбил 3 вражеских самолёта лично и 17 — в составе группы.
Указом Президиума Верховного Совета СССР «О присвоении звания Героя Советского Союза начальствующему составу Военно-морского флота» от 14 июня 1942 года за «образцовое выполнение боевых заданий командования на фронте борьбы с немецкими захватчиками и проявленные при этом отвагу и геройство» удостоен высокого звания Героя Советского Союза с вручением ордена Ленина и медали «Золотая Звезда» за номером 586.
В августе 1942 года назначен заместителем командира 3-го гвардейского ИАП ВВС КБФ по политической части (до этого весь первый год войны был внештатным парторгом эскадрильи в полку).
7 января 1943 года заместитель по политической части командира 3-го гвардейского истребительного авиаполка гвардии капитан Матвей Ефимов погиб в катастрофе самолёта ДБ-3Ф на аэродроме Борки, направляясь с группой лётчиков для получения новых истребителей для полка. Похоронен на русском (городском) кладбище Кронштадта.
К моменту гибели советский ас М. А. Ефимов совершил 352 боевых вылета, провёл 106 воздушных боёв, сбил 9 самолётов противника лично и 22 в составе группы.

## Награды
- Медаль «Золотая Звезда» Героя Советского Союза (14.6.1942)[5]
- Два ордена Ленина (14.6.1942[5], 21.10.1942[11])
- Два ордена Красного Знамени (1941[12], 24.10.1942)[6][13]

## Память

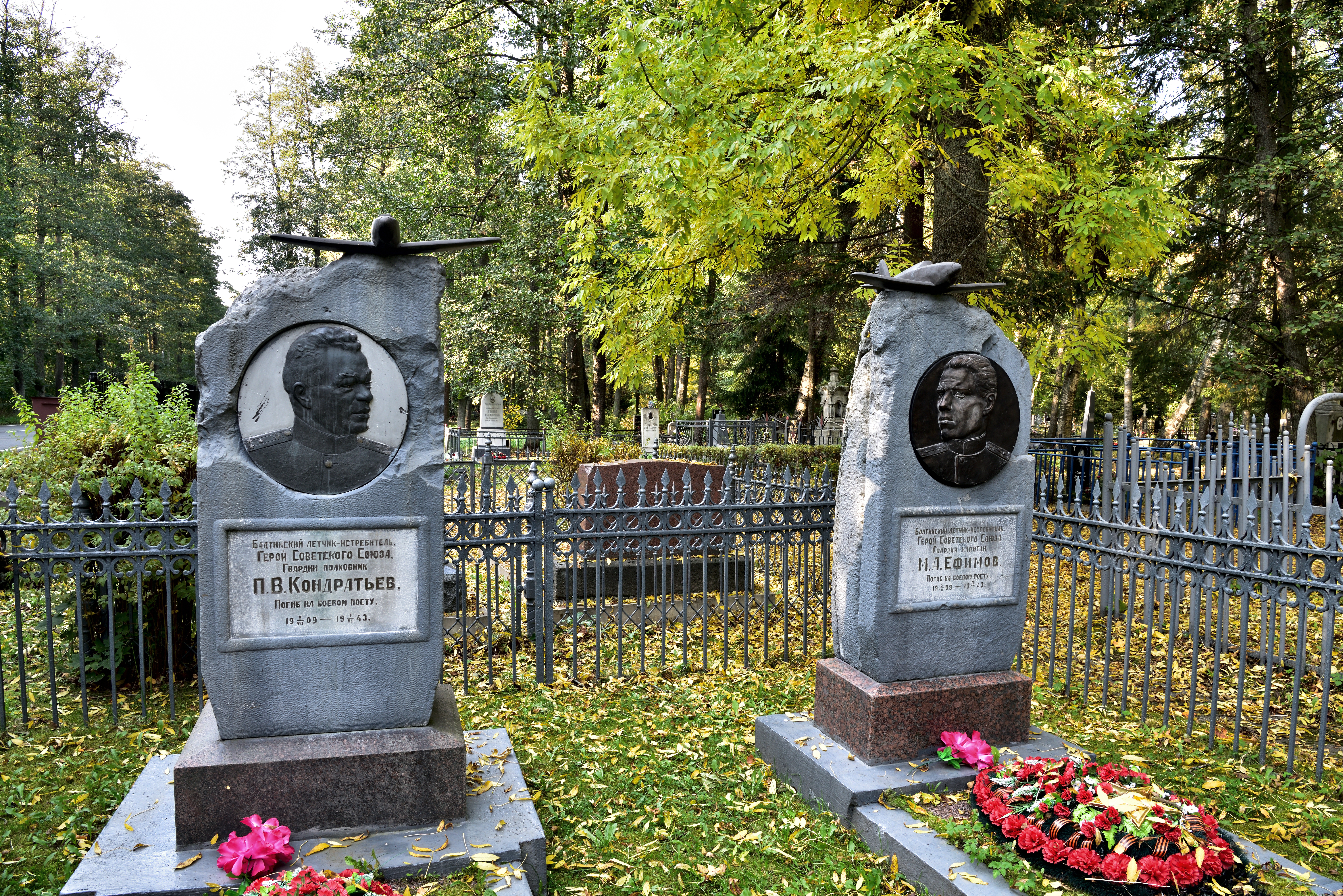
Могилы П. В. Кондратьева и М. А. Ефимова на городском кладбище Кронштадта

- В честь М. А. Ефимова в 1952 году названа улица в Санкт-Петербурге[6], на доме № 1 этой улицы установлена мемориальная доска[9][14].
- На Аллее Славы в Кронштадте установлена мемориальная доска с именами Героев Советского Союза морских авиационных полков Балтийского флота — в том числе имя Ефимова М. А.[6]
- Мемориальная доска М. А. Ефимову установлена на здании Рыжковской средней школы (Титково, Кардымовский район)[3].

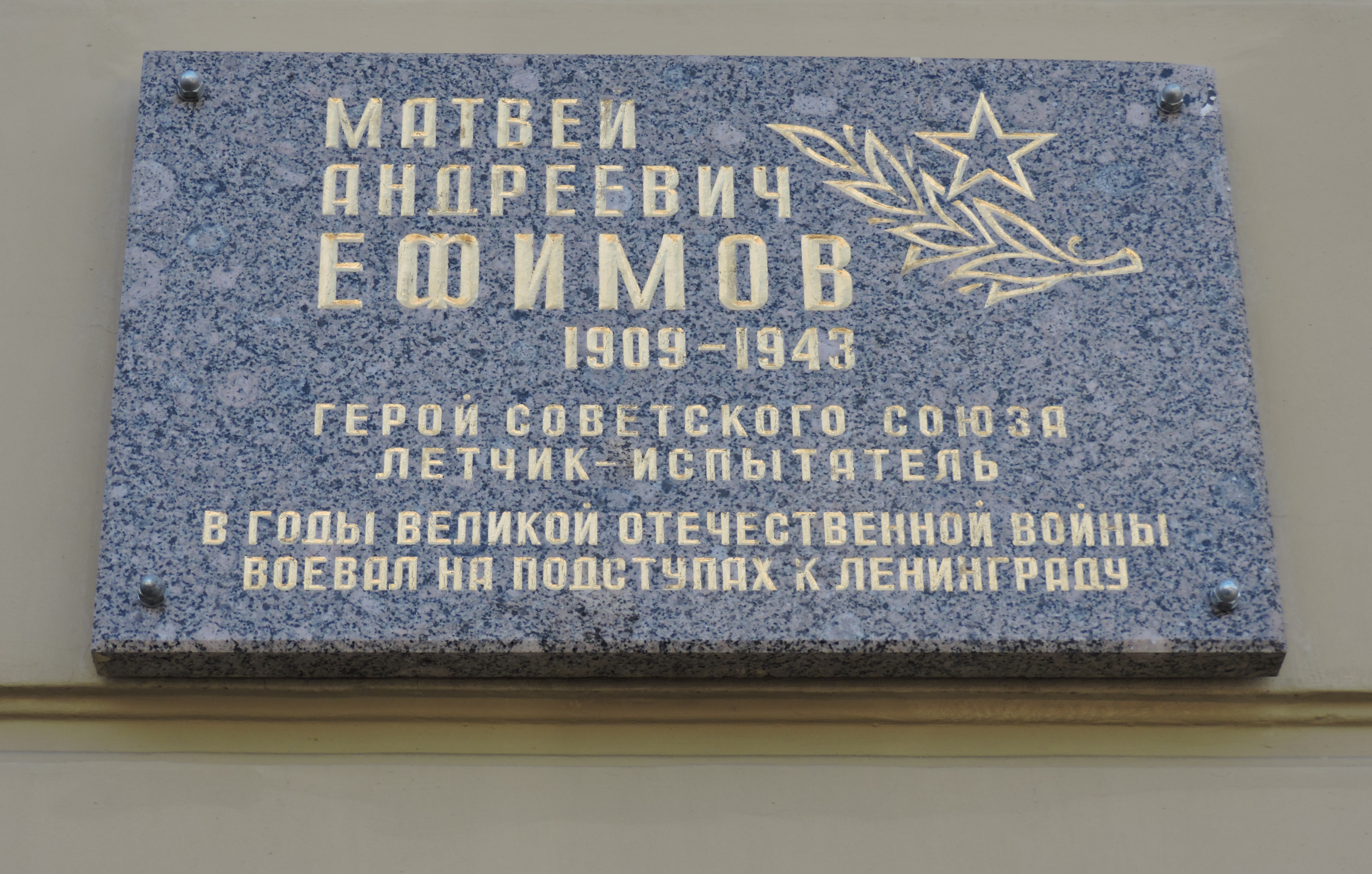
Мемориальная доска Матвею Ефимову на улице его имени в Санкт-Петербурге